# 北九州市内の通り

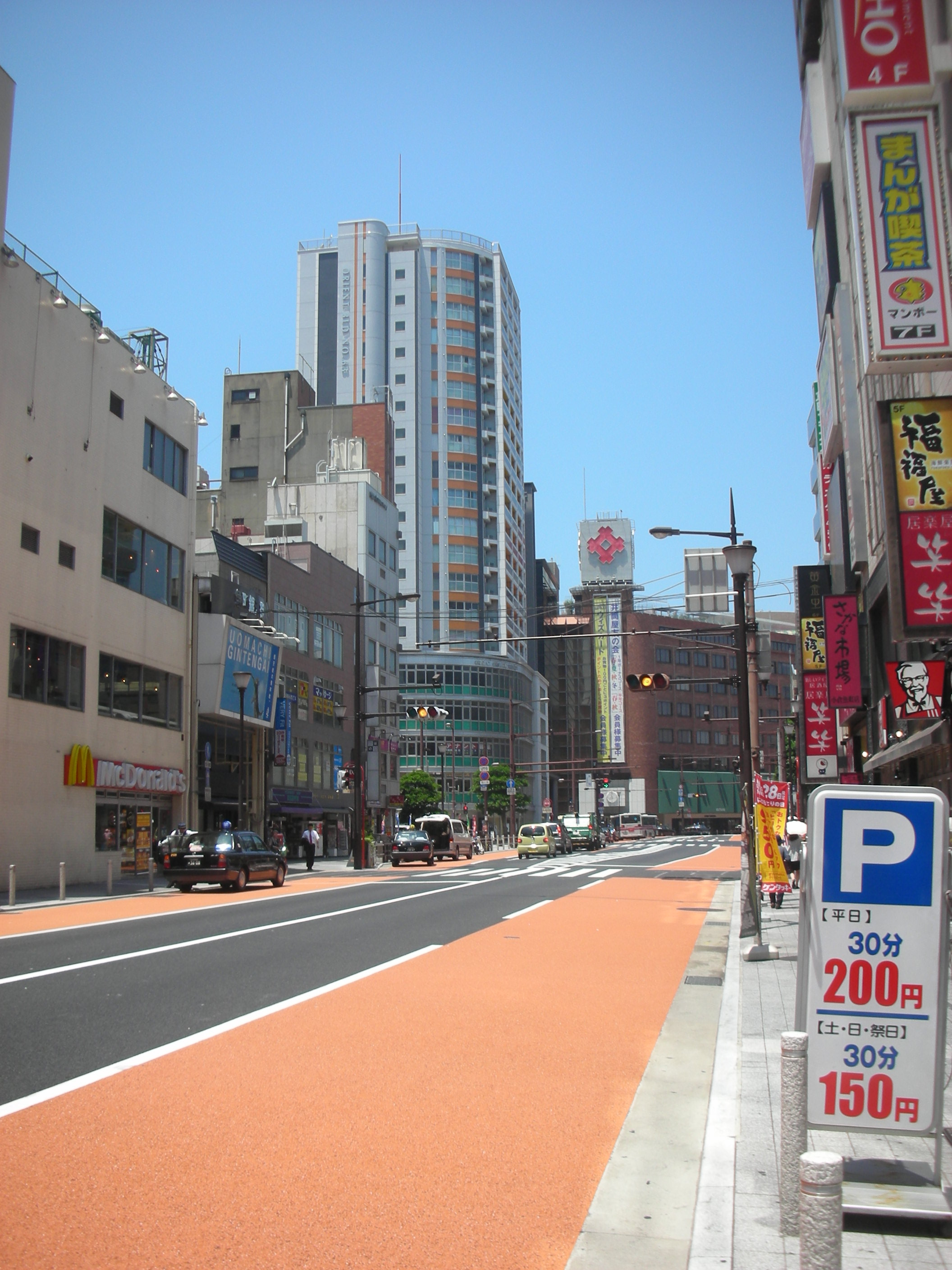
勝山通り（小倉北区魚町、2009年6月16日）

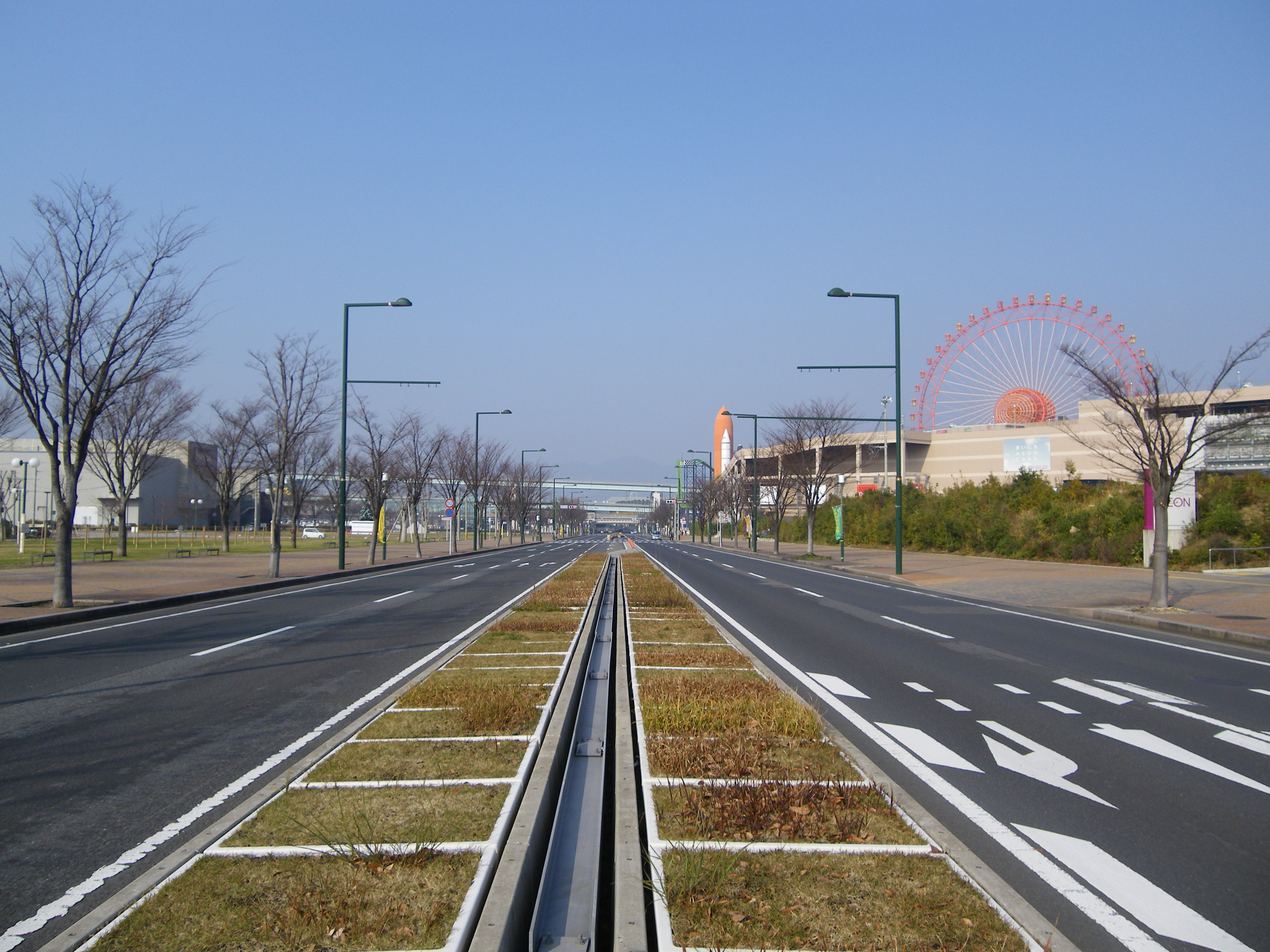
東田大通り（八幡東区・東田）

北九州市内の通り（きたきゅうしゅうしないのとおり）は北九州市内の愛称がつけられている通りの一覧である。福岡市のように「市が正式に決定したもの」ではない場合がある。また道路標識で通り名を表示していない場合もある。

## 行政区間をまたがる通り
- 旧電車通り：門司区、小倉北区、八幡東区、八幡西区、戸畑区
- 山手通り（市道山手線）：八幡東区、八幡西区
- カニ・カキロード：門司区、小倉南区

## 小倉北区の通り
- 浅香通り
- 勝山通り
- 小文字通り
- 城内なかよし通り
- 清張通り
- タコマ通り
- ちゅうぎん通り
- 平和通り
- みかげ通り
- 紫川さくら通り

## 小倉南区の通り
- みなみっこ通り
- モール大通り

## 戸畑区の通り
- 猪ノ坂通り
- 沖台通り
- けやき通り
- 浅生通り（中央通り）
- 天籟寺通り
- なんじゃもんじゃ通り

## 門司区の通り
- 海岸通り
- 桟橋通り
- 藤松通り
- 不老通り
- 別院通り

## 八幡西区の通り
- 折尾みずき通り
- 学園大通り
- 春日通り
- 産医大通り
- 千代さわやか通り
- 千代小通り
- 千代ふれあい通り
- 筒井通り
- 筒井ほほえみ通り
- 東公園通り
- ふれあい通り
- 安川通り（宿場通り）

## 八幡東区の通り
- 国際通り
- さくら通り
- スペースワールド通り
- 槻田あおぞら通り（日本の道100選）
- 東田大通り（東田100m道路）
- 復興道路
- まえだぎおん山笠通り
- レインボー通り

## 若松区の通り
- えびす通り
- 大井戸通り
- 学研都市大通り
- 中川通り
- 白山通り
- 深町さわやか通り
- 若松南海岸通り

## 国道
- ひびき茜ライン
- コスモス街道

## 北九州の幹線道路
北九州市は1963年より政令指定都市であることから、都市高速道路が整備されている。
かつて日本道路公団の一般有料道路として運用されていた「北九州道路」、「北九州直方道路」が、1991年に北九州高速4号線として編入されたこともあり、人口100万以下の都市の中での都市高速総延長は、首都圏を除きトップである。

### NEXCO西日本の高速道路
| 道路名         | 市内のIC・JCT                                                  | 備考                                                         |
| -------------- | -------------------------------------------------------------- | ------------------------------------------------------------ |
| 九州自動車道   | - 1門司 - 1-1新門司 - 2小倉東 - 2-1北九州JCT - 3小倉南 - 4八幡 | - 門司・八幡は北九州高速4号線・小倉東は北九州高速1号線と接続 |
| 関門自動車道   | - 38門司港                                                     | - 本州との接続道路                                           |
| 東九州自動車道 | - 2-1北九州JCT - 1苅田北九州空港                               | - 現在は北九州空港連絡道路の役割                             |

### 都市高速道路
| 道路名          | 車線数 | 備考 |
| --------------- | ------ | --- |
| 北九州高速1号線 | 4      | - 九州自動車道小倉東ICと接続 - 紫川で4号線・愛宕で3号線と接続 |
| 北九州高速2号線 | 4      | - 戸畑側で若戸大橋と接続 - 東港で3号線に接続 |
| 北九州高速3号線 | 4      | - インターチェンジ無し。1号線と2号線の連絡道扱い。 |
| 北九州高速4号線 | 4      | - 旧:北九州道路・北九州直方道路 - 1991年に都市高速に編入 - 北九州高速の基幹道路 - 旧:北九州直方道路区間は80KM制限 - 九州自動車道門司ICと八幡ICに接続 - 紫川で1号線・大谷で5号線に接続 |
| 北九州高速5号線 | 4      | - 大谷～枝光供用中。 - 将来は戸畑へ延伸計画あり。 - 北九州高速の中では一番新しい |

### バイパス
| 道路名       | 国道番号  | 区間                               | 備考                                                                                 |
| ------------ | --------- | ---------------------------------- | ------------------------------------------------------------------------------------ |
| 戸畑バイパス | 国道3号   | 北九州市小倉北区～北九州市八幡東区 | - 昭和40年代に供用。 - バイパスながら信号機やカーブ・急勾配が多い                    |
| 黒崎バイパス | 国道3号   | 北九州市八幡東区～北九州市八幡西区 | - 現在前田ランプ～陣原ランプの4.3km供用中 - 全線供用開始は2018年度以降の予定。       |
| 曽根バイパス | 国道10号  | 北九州市小倉南区                   | - 昭和60年開通 - 九州自動車道小倉東IC・北九州高速1号線長野ランプに接続               |
| 本城バイパス | 国道199号 | 北九州市若松区～北九州市八幡西区   | - 昭和53年開通 - 若松区響灘地区へ向かうトラック等の大型車の交通量が多い。            |
| 直方バイパス | 国道200号 | 北九州市八幡西区～直方市下境       | - 北九州高速4号線金剛ランプに接続 - 線形が高速道路と似ているためスピードが出やすい。 |
| 竹並バイパス | 国道495号 | 北九州市若松区                     | - 頓田～竹並間は平成17年度供用、竹並～蜑住間は現在整備中。                           |

### その他高規格道路・有料道路
| 道路名       | 管理者           | 備考                                                             |
| ------------ | ---------------- | ---------------------------------------------------------------- |
| 若戸大橋     | 北九州市道路公社 | - 戸畑区と若松区とを繋ぐ橋。 - 戸畑区側は北九州高速2号線と接続。 |
| 関門トンネル | NEXCO西日本      | - 関門海峡を貫く国道2号トンネル - 歩行者専用トンネル有り。       |